# Stella Dadzie
Stella Dadzie, née en 1952 à Londres, est une pédagogue, militante, écrivaine et historienne britannique. Elle est surtout connue pour son engagement dans le mouvement des femmes noires du Royaume-Uni, étant membre fondatrice de l'Organisation des femmes d'ascendance africaine et asiatique (OWAAD) dans les années 1970 et co-auteure avec Suzanne Scafe et Beverley Bryan en 1985 du livre The Heart of the Race: Black Women's Lives in Britain. En 2020, Verso publie un nouveau livre de Stella Dadzie, A Kick in the Belly : Women, Slavery & Resistance.

## Biographie
Stella Dadzie naît à Londres d'une mère anglaise blanche et d'un père ghanéen, qui a été le premier pilote formé au Ghana et après avoir rejoint la RAF, il a volé comme navigateur dans des missions au-dessus de la Belgique pendant la Seconde Guerre mondiale . Elle est placée en famille d'accueil au Pays de Galles pendant environ 18 mois, avant d'être rendue à sa mère à l'âge de quatre ans.